# Крите
Кри́те — село в Кольчинській селищній громаді Мукачівського району Закарпатської області України.
Колишня назва — Феделешивці.
У 1581 році Гашпар Магочі, власник Мункача, надав родині Феделеш привілей на проживання у селі Оленьово; натомість родина оселилася тут, і, привівши кріпаків у лісову місцевість, село було названо Феделешфолво від імені родини. У 1711 р. шведські солдати завдали тут великих руйнувань.
Церква Покрови пр. богородиці. 1921.
У 1682 р. згадують священика Григорія Феделеша. У 1692 р. село було філією села Пузняковці, в 1765 — філією Щасливого, а в 1778 — знову Пузняковців.
Про дерев'яну церкву згадано в документах 1778 р. Ця церква стояла в селі ще в 1923 р. і згідно з мапою церков В. Січинського мала три зруби, двосхилий дах та вежу з бароковим завершенням. Церкву розібрали після спорудження мурованої, але про старе місце свідчить металевий хрест, поставлений у 1890 р. коштом священика Іоана Рошковича.
Муровану базилічну церкву спорудили, як переказують, майстри з Паланку. Над входом датою спорудження вказано 1925 p., а цифра 1988 свідчить про останній ремонт.
Поряд стоїть одноярусна каркасна дерев'яна дзвіниця під бляшаним шатром. У церкві служать почергово греко-католики і православні.

## Населення
Згідно з переписом УРСР 1989 року чисельність наявного населення села становила 407 осіб, з яких 197 чоловіків та 210 жінок.
За переписом населення України 2001 року в селі мешкало 346 осіб. 100 % населення вказало своєю рідною мовою українську мову.

## Туристичні місця
- храм Покрови пр. богородиці. 1921.
- штучне озеро